# HMS Sheffield (D80)
El HMS Sheffield (D80) fue la cabeza de serie de los destructores Tipo 42 de la Royal Navy (RN). Fue colocada su quilla en 1970, botado en 1971 y comisionado en 1975.
Fue construido por Vickers Shipbuilding and Engineering junto a uno de sus gemelos ARA Hércules y fue el segundo buque en llevar el nombre de la ciudad inglesa de Sheffield. El primero había sido el crucero ligero HMS Sheffield comisionado en 1937.
Durante la Guerra de Malvinas fue averiado gravemente el 4 de mayo de 1982 por un misil Exocet AM 39 lanzado por un avión Super Étendard y se fue a pique al sureste de las Islas Malvinas mientras era remolcado de regreso al Reino Unido.

## El hundimiento del HMS Sheffield

### Versión británica
Siendo aproximadamente las 10:00 del 4 de mayo,  el HMS Sheffield estaba en «modo visualización de defensa»,  con lecturas de 2º grado, como parte de la Fuerza de Tareas Británica dispuestas en el interior de las Islas Malvinas durante la Guerra de las Malvinas. El Sheffield estaba relevando a su gemelo el HMS Coventry (D118) porque este tenía dificultades técnicas con su "Radar Tipo 965".  Y entre el Sheffield y el Coventry había intercomunicación intermitente sobre una banda de UHF. Las comunicaciones cesaron cuando se recibió un mensaje no identificado señalando simplemente "Sheffield is hit!".  El portaaviones HMS Hermes (R12) despachó a sus escoltas HMS Arrow (F173) y HMS Yarmouth (F101) para  investigar, y también salió un helicóptero. Reinaba la confusión, hasta que inesperadamente apareció y abordó al Hermes,  el helicóptero Lynx del  Sheffield,  llevando al oficial de "Operaciones Aéreas" y al de "Operaciones, que confirmaban el impacto.
El Sheffield identificó el misil entrante en su aparentemente viejo radar Tipo 965 (que era provisional, pues se esperaba dotarlo del Tipo 1022 en cuanto estuviese disponible), cinco segundos antes del impacto. El oficial de Operaciones informó al Director de Misiles, quien se aprestó a dar esos datos al Sistema de Control de Fuego ADAWS 4.
El avión argentino que disparó el misil no había sido detectado como esperaban los británicos que sucediese, pero llegaron a tener contacto visual con su traza de humo, confirmando que se trataba de un misil en vuelo rasante al mar. Cinco segundos después, el Exocet impactó en el Sheffield. Tal fue la sorpresa que tampoco se realizaron las maniobras defensivas evasivas que suelen llevarse a cabo en estos casos, como por ejemplo:
- cambiar violentamente de rumbo
- acelerar todo lo posible
- disparar cartuchos de bolas de aluminio, como contramedida para el radar del misil, y otros posibles medios de captura de blanco.

El Exocet disparado desde uno de los dos Super Étendards que habían despegado desde la Base Río Grande, Tierra del Fuego, era pilotado por el capitán Augusto Bedacarratz, comandante de misión. Parece que se disparó en modo de alcance de 11 km, que era lo menos esperado por la armada británica, que consideraba que los misiles se dispararían desde una distancia de 80 km, a media altitud. Por este motivo resultó imposible detectarlo a tiempo y tomar contramedidas que fueran efectivas. Hizo blanco aproximadamente a 2 metros de la línea de flotación, en la cubierta 2, y abrió un boquete de 1 x 2,5 m cerca del centro de mando.
El "Informe MOD" acerca del hundimiento del Sheffield concluye que: "La evidencia indica que la cabeza explosiva no detonó".  Sin embargo, algunos miembros de la tripulación y de la Task Force creen que, si bien el misil 363 no explotó con el impacto,; fue el incendio del motor del cohete lo que produjo que el Shefield se quemara. Por su parte, el capitán Sam Salt y otros integrantes de la dotación de a bordo han asegurado con vehemencia que la cabeza del misil sí explotó y que la detonación fue lo que causó el mayor daño así como la mayor cantidad de los 20 muertos y 63 heridos.
Sugieren que la explosión inutilizó inmediatamente los sistemas generadores de electricidad, lo que interrumpió el suministro de agua, inutilizó los mecanismos antifuego y permitió que el buque se consumiera por el fuego, que resultó incontrolable. 
También se da por sentado que el radar del buque antimisil era incompatible con los enlaces de satélite de comunicaciones, lo cual redujo las posibilidades de interceptar misiles Exocet en vuelo rasante. Por tanto, se concluyó que ni el radar Type 965 ni el misil Sea Dart que llevaban los destructores Tipo 42 estaban preparados para interceptar misiles que se acercaran a ras de las olas. 
Tras el ataque, la tripulación, mientras esperaba el rescate, se puso a cantar Always Look on the Bright Side of Life de la Vida de Brian.
Los restos del buque incendiado fueron remolcados por la fragata Clase Rothesay HMS Yarmouth (F101); pero esa misión se canceló ya que, mientras era remolcado, el barco se hundió en las 53°04′S 56°56′O / -53.067, -56.933[cita requerida], el 10 de mayo de 1982. Así se convirtió en el primer navío de la Royal Navy hundido en guerra en al menos cuarenta años. Veinte miembros de la tripulación (principalmente del área de cocina) murieron durante el ataque. El pecio es un cementerio de guerra y está señalado como sitio controlado bajo el "Acta de Protección de Restos militares de 1986".
El hundimiento del Sheffield es achacado a veces al uso indiscriminado de aleaciones de aluminio, ya que los puntos de fusión y de ignición de las mismas son significativamente inferiores a los equivalentes del acero. Sin embargo, hay un error de base en esta suposición, y es que la superestructura del Sheffield' estaba hecha totalmente de acero.  La confusión puede deberse a que la Armada de EE.UU. y la británica abandonaron el aluminio tras varios incendios en los años setenta. Los hundimientos de las Fragata clase Amazon HMS Antelope (F170) y HMS Ardent (F184), ambas con superestructura de aluminio, movieron a cambiar el modo de trabajar con este material. De todos modos, para estos dos casos, se hubieran hundido del mismo modo si hubieran estado construidas con otros materiales, ya que los daños producidos por las explosiones eran considerables. La Ardent, en particular, tras un intenso bombardeo con once bombas y cinco explosiones; ningún barco de su tipo hubiera sobrevivido a semejante ataque. El fuego en ambas naves contribuyó a que se abandonara el uso de ropa con nylon y otros tejidos sintéticos y se implantara el uso de materiales ignífugos. El Informe Oficial del hundimiento del Sheffield fue desclasificado de acuerdo con las leyes de libertad de información del Reino Unido tras una campaña de antiguos miembros de la marina británica, que criticó los equipos de lucha contra el fuego del barco, el entrenamiento,  los procedimientos y a ciertos miembros de la tripulación.

### Versión argentina

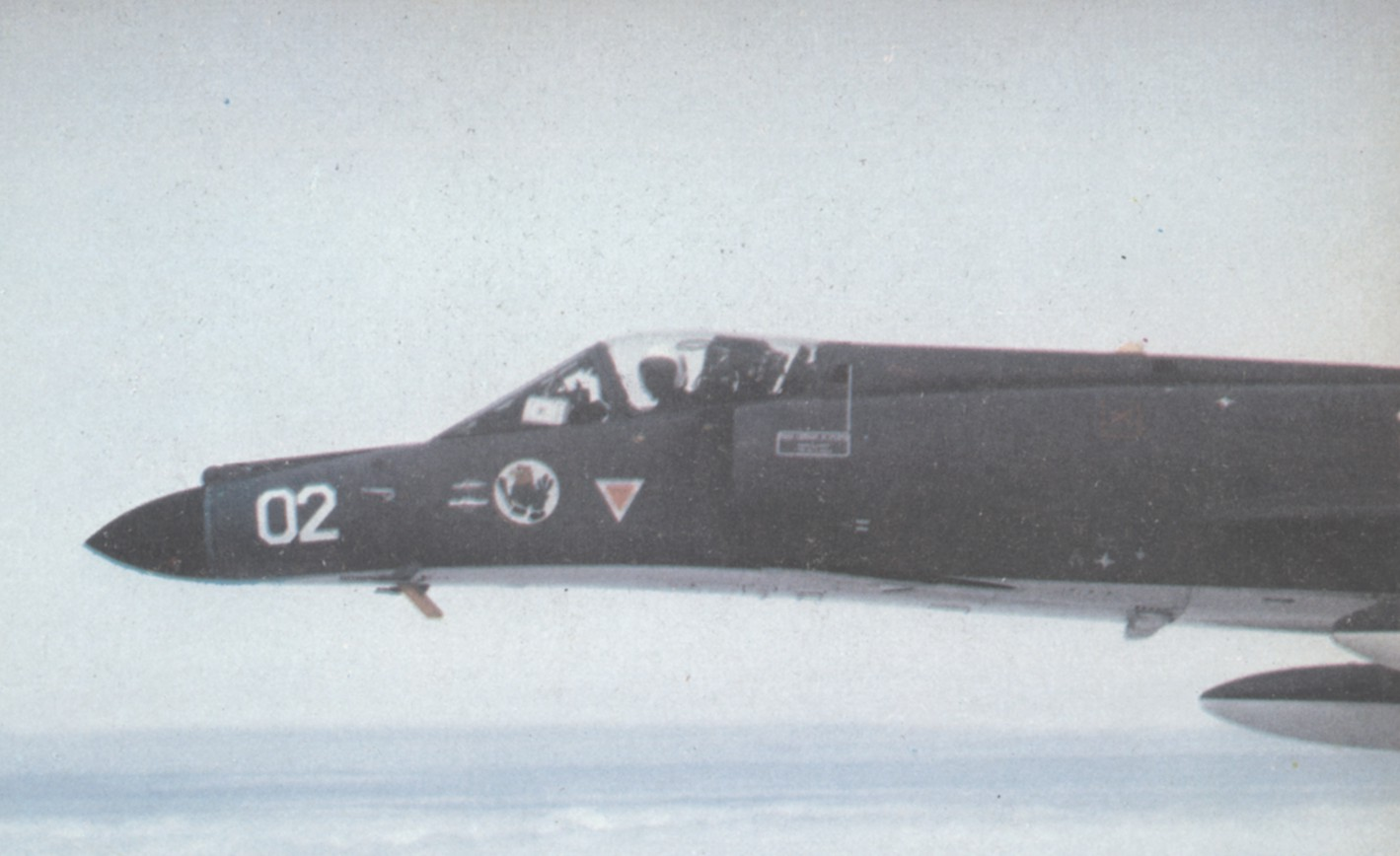
Avión Super Etendart en vuelo. La aeronave de la foto participó en el ataque al destructor HMS Sheffield y al portacontenedores Atlantic Conveyor.

Al mediodía del 1 de mayo una flotilla de tres buques de la Fuerza de Tareas (HMS Alacrity, HMS Arroy y HMS Sheffield) se acercó a la península de Freycinet, en donde se encontraba el aeropuerto y las unidades argentinas y comenzó a hacer fuego naval sobre el lugar. La Fuerza Aérea Argentina dispuso enviar una escuadrilla en defensa de las posiciones propias ante el bombardeo naval a que eran sometidas. Se trataba de la escuadrilla Torno, compuesta de tres aviones MV Dagger, que alrededor de las 16 00 atacaron a los buques enemigos. La escuadrilla cumplía la Orden Fragmentaria 1105 al mando del Capitán Dimeglio. Eran las 16.37 "zulu" aproximadamente.
Desprevenidas, ninguna de las naves reaccionó a tiempo o cuando lo hicieron ya los Dagger 1 y 2 habían arrojado sus mortífera carga: dos bombas tipo BRP de 250 kg cada uno Otro tanto sucedió con el número 3 que recibió una descarga de cañones por lo que no pudo realizar su pasaje sobre la fragata y escapó sin novedad.
No hay ningún indicio de que los Dagger hayan impactado con sus bombas algún buque en este ataque. Las tres unidades británicas que soportaron el ataque del 1 de mayo fueron el destructor HMS Glamorgan, y las fragatas HMS Arrow y HMS Alacrity. 
El ataque produjo daños en la superestructura de la fragata HMS Arrow, causando un herido leve. 
El HMS Sheffield se encontraba lejos de esta acción como escolta del núcleo de la Fuerza de Tareas Británica

## Marinos; caídos
Los 20 marinos abatidos, cuando el HMS Sheffield  recibió el impacto de un misil Exocet fueron:
- Oficial de maestranza David R. Briggs, D.S.M.
- Asistente de cáterin Darryl M. Cope
- Teniente comandante David I. Balfour
- Ingeniero de armas artificiero Andrew C. Eggington
- Subteniente Richard C. Emly
- Oficial de maestranza Cook Robert Fagan
- Cocinero Neil A. Goodall
- Ingeniero mecánico guardiamarina Allan J. Knowles
- Lavandero Lai Chi Keung
- Jefe de cocina Tony Marshall
- Oficial de maestranza Anthony R. Norman
- Cocinero David E. Osborne
- Ingeniero de armas Kevin R. F. Sullivan
- Cocinero Andrew C. Swallow
- Jefe de armas mecánico Michael E. G. Till
- Ingeniero mecánico de armas Barry J. Wallis
- Jefe de cocina Adrian K. Wellstead
- Artillero Brian Welsh
- Teniente comandante WEO John S. Woodhead, D.S.C.
- Cocinero Kevin J. Williams